# 石头咀镇
石头咀镇，是中华人民共和国湖北省黄冈市英山县下辖的一个乡镇级行政单位。

## 行政区划
石头咀镇下辖以下地区：
石镇社区、陶家冲村、程璋河村、窑塆村、田家畈村、程早村、天堂村、郑家坊村、汤家塆村、竹林塆村、营坊村、卡里村、毛家坳村、麦阳畈村、板桥畈村、水口村、杜家山村、傅家山村、徐家套村、苞茅冲村、大屋冲村、冯家畈村、凉亭村、老屋塆村、隘口河村、栗树咀村、库区村、刘家咀村、张家咀村、武显庙村、古城村、周家畈村、饼子铺村、方家畈村、叶家山村、仙人岩村、张家山村、下马头村、胡家山村、新店村和羊山村。